# Sitor
Sitor (en francès Citou) és un municipi de França de la regió d'Occitània, al departament de l'Aude